# Mount Apo Natural Park
Der Mount Apo Natural Park liegt geographisch zwischen dem  6°47’ und 7°07’ Grad nördlicher Breite und dem 125°09’ und dem 125°27’ östlichen Längengrad auf der Insel Mindanao in den Philippinen. Die Rechtsbasis für die Ausrufung als Nationales Naturschutzgebiet wurde mit der Präsidentenerklärung 882 vom 24. September 1996 und der Ratifizierung des Republik Acts 9237 vom 3. Februar 2004 gelegt, dadurch erhielt der Mount Apo Natural Park den Status eines Naturparks.

## Geographie
Durch seine Ausdehnung liegt der Park in den Provinzen Davao del Sur und Cotabato. Er erstreckt sich über ein Gebiet von 64.053 Hektar und berührt die Städte und Gemeinden Davao City, Bansalan, Digos, Santa Cruz, Makilala, Magpet und Kidapawan City.
Im Zentrum des Naturparks liegt der 2954 Meter hohe Berg Apo. Der Naturpark besitzt eine 54.974,87 Hektar große Kernzone, die von zwei Pufferzonen mit der Größe von 2.571,73 und 6.506,40 Hektar flankiert wird. Diese Gebiete werden als Schlüsselregion für den Erhalt der Biodiversität in Philippinen angesehen.

## Flora
Auf dem Gebiet des Mount Apo Natural Parks werden mehr als 800 Pflanzen beschrieben. In den Höhenstufen zwischen 300 und 1000 Meter werden folgende endemische Pflanzen beschrieben: Gattungen Pipturus, Sauravia und Poikilospermum sowie die Arten Humalanthus populneus, Elephantopus spicatus, Piper apoanum und Vanda sanderiana. In den mittleren Höhen kommen folgende bedrohte endemische Pflanzenarten vor: Agathis philippensis, Lithocarpus submonticolus, Peperonia elmeri, Cypholopus microphyllus und Nepenthus copelandi.
Am Berg Apo werden 126 Pflanzengattungen und 50 nur auf der Insel Mindanao vorkommende Arten beschrieben.
Es werden insgesamt 37 der am Apo vorkommenden Pflanzenarten als ökonomisch, medizinisch oder kulturell bedeutend eingestuft.

## Fauna
Von den 272 gezählten Vogelarten werden 111 als endemisch im Gebiet der Philippinen klassifiziert. Zwei von ihnen werden auf der Roten Liste der bedrohten Tierarten geführt: der Affenadler und der Rotsteißkakadu (Cacatua haematuropygia). Weitere gefährdete Vogelarten sind die Mindanao-Zwergohreule, der Streifenuhu, der Mindanao-Hornvogel und der Mindanaolori, eine Papageienart die 1903 zum ersten Mal am Berg Apo beschrieben wurde.
Es sind im Naturpark 53 verschiedene Säugetierarten bekannt, 26 werden als endemisch auf den Philippinen bezeichnet unter anderem die Tudaya Riesen Ratte, das Philippinische Pustelschwein, der Philippinen-Koboldmaki und der Philippinenhirsch.
Es werden ebenfalls 53 Arten der Herpetofauna verzeichnet, darunter 17 Amphibien und 36 Reptilienarten, von denen wiederum ca. 36 % nur auf der Insel Mindanao beheimatet sind, darunter die Philippinische Kobra, die Krötenart Ansonia mcgregori, der Bak-Bac und viele andere mehr.

## Kultur
Auf dem Gebiet des Naturparks leben insgesamt 6 indigene Stämme, die Manobos, Bagobo, Ubos, Atas, K’Iagans und die Tagacaolo.
Diese bezeichnen das Gebiet um den Berg Apo als heiliges Land und dementsprechend hat der Naturpark eine große kulturelle Bedeutung für diese Stämme.
Der Naturpark ist ein beliebtes Ausflugsziel für Touristen, die unter anderem den Berg Apo besteigen wollen, es bieten sich aber auch andere Ausflugsziele an, wie die 200 Meter hohen Kaskaden der Latapec Wasserfälle, die über 300 Meter hohen Montebago Wasserfälle und auch zahlreiche heiße Quellen.